# Église de Naantali
L'église de Naantali (en finnois : Naantalin kirkko) est une  église luthérienne située à Naantali en Finlande.

## Architecture

### Époque de construction
À l'origine elle est l'église du monastère de Naantali et de nos jours elle est le seul bâtiment restant du monastère de l'Ordre de Sainte-Brigitte 
En 1438, le document établissant le monastère de Naantali est signé à Telje en Suède.
En 1443, on décide de construite le monastère sur un terrain donné par Henrik Klaunpoika Djäkn dans le territoire de Raisio à l'emplacement de l'actuelle ville de Naantali. 
Après vingt années de travaux de construction Konrad Bitz inaugure le monastère en 1462.
L'église rappelle par de nombreux aspects les églises en pierre de l'Uusimaa comme l'église de Karjaa, l'église de Siuntio  ou l'église d'Inkoo et l'on estime qu'elle n'a pu être construite avant 1462, mais probablement dans les années 1480 et dans tous les cas avant 1500.

### Après la réforme
Le monastère ne fonctionnera que pendant huit décennies, car il est fermé en 1544 pendant la réforme protestante. 
La période la plus active du monastère était terminée depuis les années 1490, et les moments les plus difficiles arrivent après la récession de Västerås (fi) de 1527.
Dès 1533, le monastère avait déjà perdu 40 fermes sur 200, et en 1554 l'évêque Mikael Agricola interdit d’appeler les saints à l'aide et les "autres superstitions".
En 1556, les locaux passent sous le contrôle de la Couronne et les privilèges sont annulés. 
Les habitants du monastère vivent des subventions royales temporaires.
Sous le règne de Jean III (roi de Suède), l'activité du monastère reprend un moment, et son épouse catholique Catherine Jagellon appelle a recruter de nouvelles novices. 
La dernière nonne meurt en 1591, et en 1608 le roi Charles IX ordonne de détruire les bâtiments du monastère, seule l'église est préservée.
Les pierres du monastère sont utilisées pour construite la clôture de l'église, les citadins en utilisent à leurs propres fins, et dans les années 1794–1797 les dernières servent à bâtir le clocher,.

### Espaces intérieurs
Au temps du monastère les habitations des nonnes étaient au nord de l'église et ceux des moines au sud.
L'église à trois nefs était partagée en trois parties par des grilles métalliques: la nef du nord pour les nonnes, la nef du sud pour les moines et la nef centrale pour les habitants.
Les ouvertures murées de l’église correspondent à ces espaces.
Il y avait plus de 20 autels.
À l’extrémité Est, se trouvait l'autel de la Vierge Marie et le chœur des nonnes,.
En plus, il y avait 20 autels secondaires dans la nef.

### Classement
L'église de Naantali  est répertoriée au registre des sites culturels construits d'intérêt national en date du 22 décembre 2009.

## Galerie

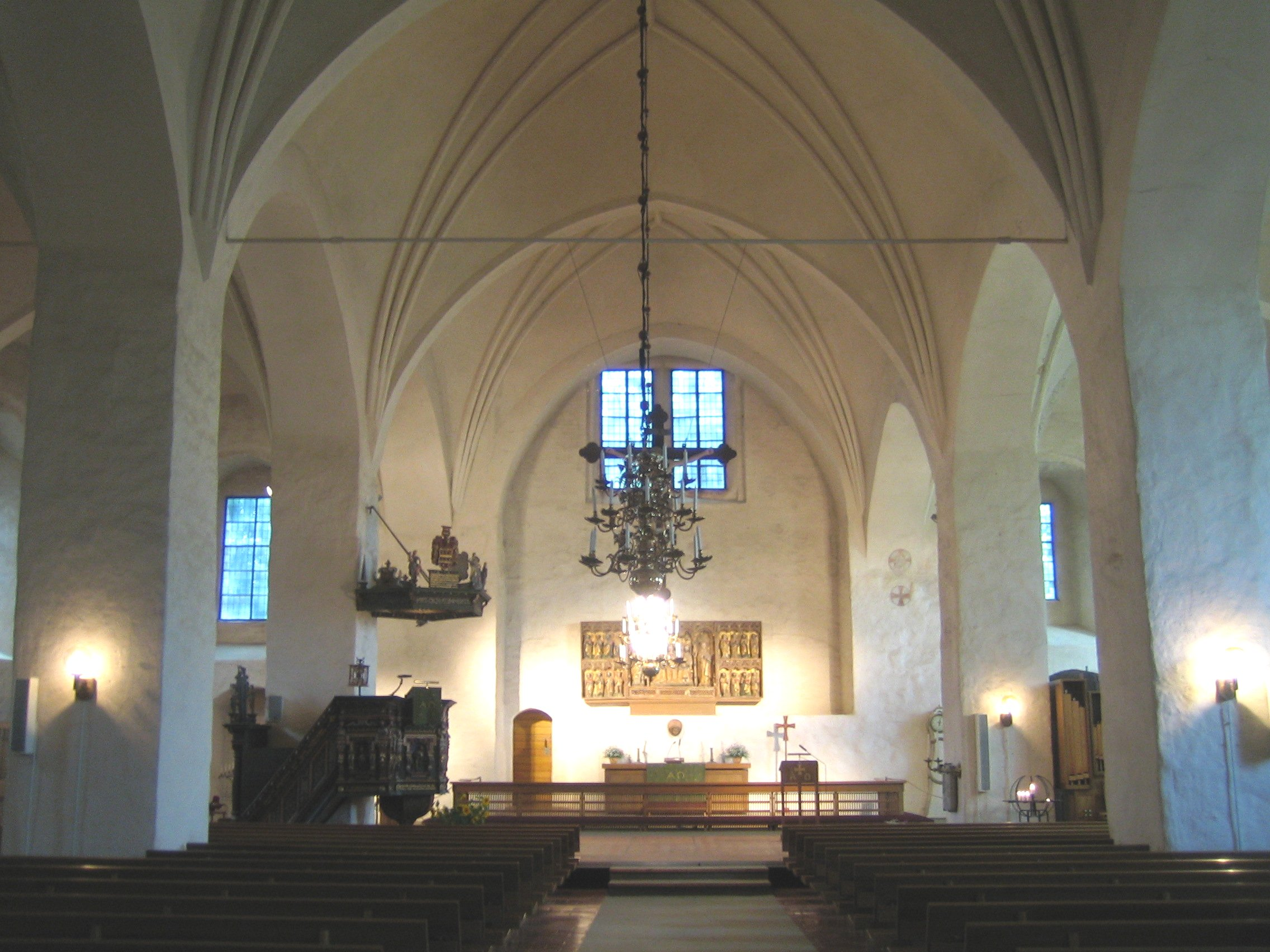
La nef.
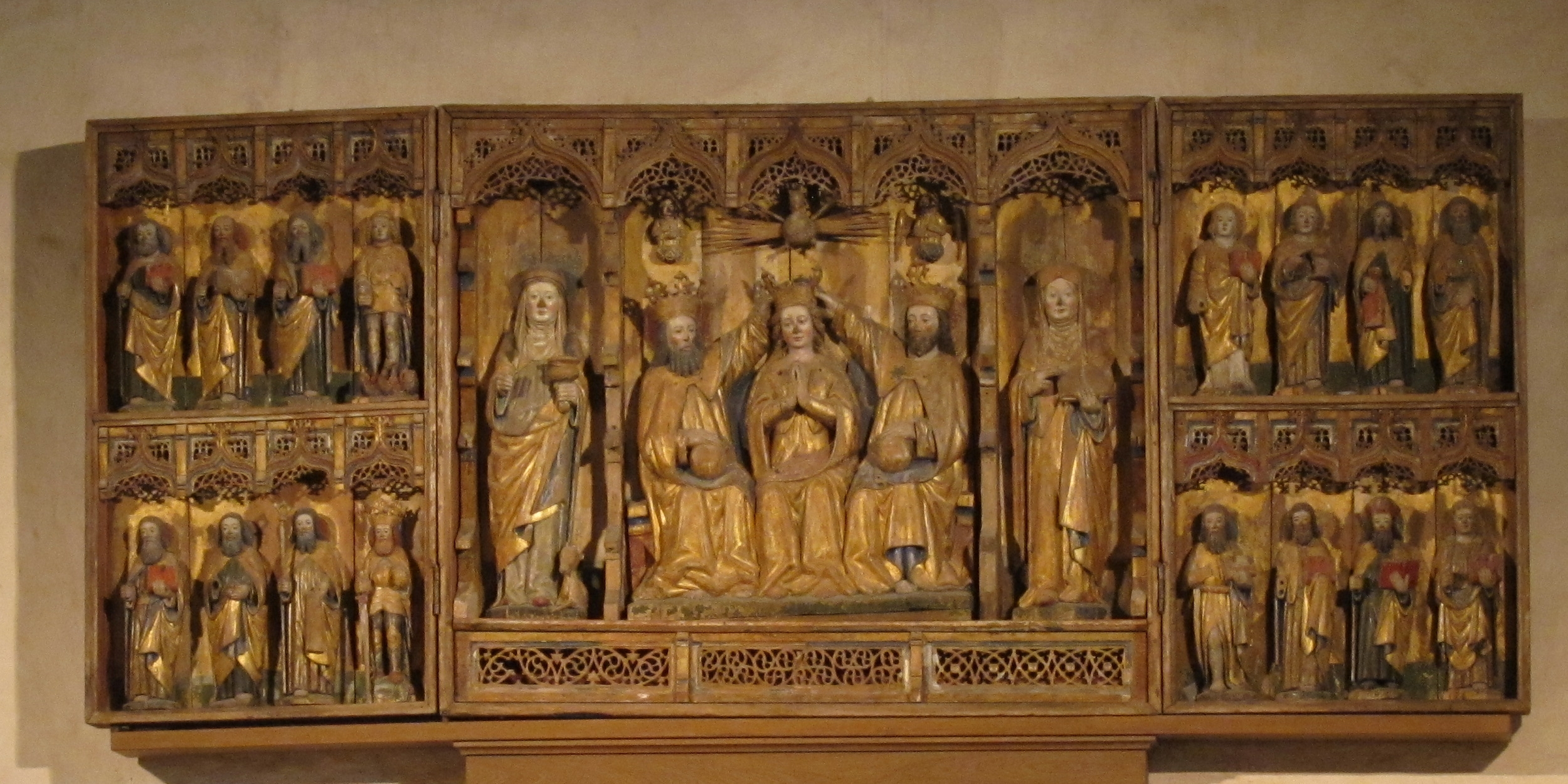
Retable du XVe siècle.
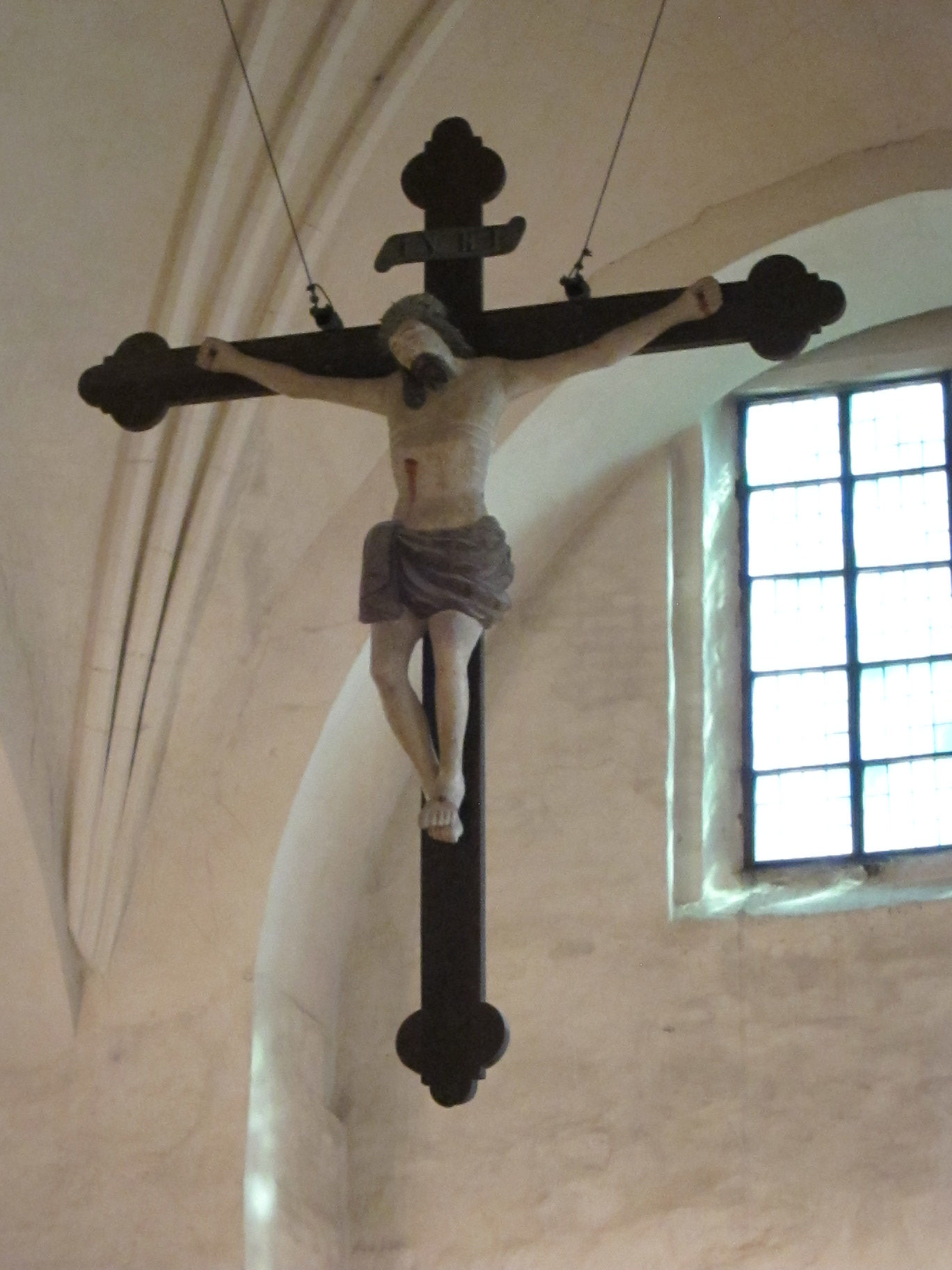
Crucifix du XVe siècle.